# Arno Buschmann
Arno Buschmann  (* 25. Jänner 1931 in Krefeld; † 29. November 2019 in Salzburg) war ein deutsch-österreichischer Rechtshistoriker.

## Leben
Buschmann besuchte die Volksschule in Krefeld und von 1941 bis 1951 (mit kriegsbedingter Unterbrechung) das Gymnasium Fabritianum in Krefeld-Uerdingen. Anschließend absolvierte er eine Schriftsetzerlehre und legte 1953 an der Werkkunstschule Krefeld die Schriftsetzergehilfenprüfung ab. Von 1953 bis 1958 studierte er Rechtswissenschaft an den Universitäten von Marburg und Münster. Ab 1958 arbeitete er an der Universität Münster bei Rudolf Gmür. Von 1958 bis 1963 studierte er Philosophie und Geschichte und wurde 1963 promoviert. Mit der Dissertation „Ursprung und Grundlagen der geschichtlichen Rechtswissenschaft“ wurde er auch in Jura promoviert und erhielt den Dr.-Dyckerhoff-Fakultätspreis der Rechtswissenschaftlichen Fakultät der Universität Münster. Er absolvierte das Zweite Staatsexamen zum Assessor des Archivwesens im Jahr 1965. 1966/67 war er als wissenschaftlicher Assistent an der Universität Kiel bei Hans Hattenhauer beschäftigt. Er erhielt ein Forschungsstipendium (Habilitationsstipendium) der DFG und wurde 1970 habilitiert. Danach war er besoldeter Dozent für Deutsche Rechtsgeschichte, Privatrechtsgeschichte der Neuzeit und Bürgerliches Recht an der Universität Kiel. Im Jahr 1972 wurde er als Ordentlicher Universitätsprofessor für Deutsche Rechtsgeschichte, Deutsches Privatrecht und Bürgerliches Recht der Universität Salzburg berufen. Dort war er Dekan (1973–1974), Prodekan (1974–1975) sowie Vorstand des Instituts für Deutsches Recht und Österreichische Verfassungs- und Verwaltungsgeschichte (1972 bis 1982) und Vorstand des Instituts für Europäische und Vergleichende Rechtsgeschichte (1986 bis 1999), bevor er zum 30. September 1999 emeritiert wurde. Er war Mitglied der Vereinigung für Verfassungsgeschichte.
Arno Buschmann war verheiratet mit Ingrid Buschmann.

## Schriften (Auswahl)
- Ursprung und Grundlagen der geschichtlichen Rechtswissenschaften (1963).
- Textbuch zur Privatrechtsgeschichte der Neuzeit (1967/2008), gemeinsam mit Hans Hattenhauer.
- Von Horch zu Audi (1982).
- Kaiser und Reich. 2. Auflage. Nomos, Baden-Baden 1994, ISBN 3-7890-3205-0 (lwl.org).
- Textbuch zur Strafrechtsgeschichte der Neuzeit (1998).
- NS-Weltanschauung und Gesetzgebung (2000).
- Landfrieden – Anspruch und Wirklichkeit (2002), gemeinsam mit Elmar Wadle.
- Selbstbiographie (2012).
- Mit Brief und Siegel. Kleine Kulturgeschichte des Privatrechts. C.H. Beck Verlag, München 2014, ISBN 978-3-406-64443-6.